# 柯塞特的肖像
《柯塞特的肖像》是日本2004年的OVA動畫作品，全三集。

## 概要
全劇以「哥德蘿莉」為主題，内容充滿著哥德式恐怖，懸疑及神秘的氣氛隨處可見，也有戀愛故事的描寫。作品的標題隱藏著重要的秘密。登場角色柯塞特的聲優是從公開試音會中挑選的新人井上麻里奈，同時也成為本作主題曲的主唱者。
根據Aniplex的官方說法，本作被視為《魔法少女小圓》的原點。在故事旨趣上，本作相當於《小圓》的雛型。
日文版DVD封面標題的法語是文法上的錯誤，正確應為，這在北美版DVD進行了修正。

## 故事簡介
繪畫學生倉橋永莉在一家名叫「香蘭堂」的古董店打工，那裡放有一隻「被詛咒的器具」。玻璃杯中映照出一個住在歐洲式城堡中的美麗異國少女，並讓永莉能在「那個世界」愉快地與少女交往。然則，在一星期後的晚上，器具的詛咒和一切的緣由開始揭盅。永莉與少女仿佛被早已注定的命運所綑綁著，卻又各自為這段超越時空虛實的愛情，加上新的色彩……

## 角色介紹

### 主要角色
柯塞特（Cossette d'Auvergne，配音員：井上麻里奈）
靈魂藏於一隻精緻的威尼斯玻璃杯的漂亮女孩。有著金色的頭髮，漂亮的眼睛及柔弱的身軀。她那令人迷住的美麗被一同藏於杯內。
倉橋永莉（配音員：齋賀觀月）
很有潛質的年輕畫家。於親友所開的古董店裡打工。然而在不小心把一隻玻璃杯絆倒後，他的世界改變了。那隻杯為他打開了一道通往奇異世界的門。

### 其他角色
真瀧翔子（配音員：豐口惠）

齋賀由布（配音員：能登麻美子）

西本香織（配音員：田村由香里）

（配音員：藤原郁美）

榎戶豐（配音員：森田順平）

久本道夫（配音員：古本新之輔）

釋迦堂菩心尼（配音員：五十嵐麗）

真瀧八海（配音員：橫手久美子）

伯田弘（配音員：山岸功）

馬爾切羅（Marchello Orlando，配音員：江原正士）

## 「石像之歌」
此為動畫開頭及予告短片中所唸的一段獨白

將自己的寶貴生命捨棄
能如此爱着我的人是谁
甘愿为我沉入深海
以死相殉之人　若是存在
那时　我将从石像中获得解脱
而且生命　生命也将复苏
可是　在负载着至重之物的生命旅途中
如果终有一日我能重返人世
那个时候　我会独自一人哭泣吧
会为了我曾经的石像而哭泣吧
即使我的血液如同葡萄酒那般滴滴鲜红
又能有什么用呢
便是如此　想将最爱我的人……
自水底深处唤醒……
依然无法做到
改編自奧地利詩人莱纳·玛利亚·里尔克的一首詩石像之歌（李魁賢譯《里爾克詩集III》（台北：桂冠，1994）中將此詩譯為柱形雕像之歌）

## OVA
- 先行盤DVD：柯塞特的肖像
- 柯塞特的肖像 Vol.1（2004年5月26日發售）
- 柯塞特的肖像 Vol.2（2004年7月28日發售）
- 柯塞特的肖像 Vol.3（2004年12月22日發售）

### 製作人員
- 企劃、原作：COSSETTE HOUSE、ANIPLEX
- 監督：新房昭之
- 脚本：關島真賴
- 人物設定：鈴木博文
- 美術監督：
- 機械設計：OKAMA
- 色彩設計：涩谷圭子
- 攝影影監督：田中恒嗣、
- 編集：關一彦
- 音響監督：龜山俊樹
- 音樂：梶浦由記
- 動畫製作：石田博
- 製作人：藤本昌俊、安西武、阿部愛
- 動畫：童夢
- 製作：ANIPLEX

### 主題曲
片尾曲
「寶石」
作詞、作曲：梶浦由記；歌：井上麻里奈
片尾插畫：鈴木博文
插入歌
「Ballad」
作詞、作曲：梶浦由記；歌：井上麻里奈
作画監督：鈴木博文、千葉崇洋；作画監督補佐：千葉崇洋

### 原聲音樂
- 柯塞特的肖像 原聲大碟（2004年12月1日發售）
  - 收錄曲
    1. the main theme of Petit Cossette
    2. somewhere I belong
    3. moonflower
    4. sadness
    5. regret
    6. love pain
    7. unhallowed
    8. leave me cold
    9. breakdown
    10. in a beautiful morning of May
    11. a prophet's dream
    12. undertow
    13. float
    14. fake jewel
    15. silent ceremony
    16. evocation
    17. my love,so sweet
    18. 宝石

## 漫畫
漫畫版共2冊，作者桂明日香，日本講談社2004年出版。
- 柯塞特的肖像 1（2004年8月23日）
- 柯塞特的肖像 2（2004年12月）

在台灣，由東立出版社代理出版。